# Étienne de Perier
Ne doit pas être confondu avec Étienne Perier.
Pour les autres membres de la famille, voir Famille de Perier.
Étienne de Perier dit « Perier l'Aîné », né le 27 février 1686 à Brest et mort le 1er avril 1766 au château de Tréoudal à Saint-Martin-des-Champs, est gouverneur colonial de la Louisiane française de 1726 à 1733, lieutenant-général des armées navales et grand-croix de Saint-Louis.
Il est connu pour ses grands travaux à La Nouvelle-Orléans, dont la toute première digue sur le Mississippi en 1727, pour avoir maté en 1731 la révolte des Natchez, et pour la prise du Northumberland en 1744. Il a laissé son nom à une rue de La Nouvelle-Orléans, la Perrier Street.

## Biographie

### Famille et origines

Armes de la famille de Perier.

Étienne de Perier est issu de la famille de Perier. Frère aîné de Antoine Alexis de Perier de Salvert, il est né le 27 février 1686 à Brest, de l'union de Étienne de Perier (1644-1726) et de Marie de Launay († 1693). Son père est capitaine de vaisseau et de port au Havre,, chevalier de Saint-Louis et « grand ami » du corsaire Jean Bart,,. Perier l'Aîné est le neveu du premier professeur d'hydrographie du roi au Havre, George Boissaye du Bocage.
Il est anobli avec son père et son frère par lettres patentes en octobre 1726,,.
Le 21 septembre 1719, il épouse Catherine Le Chibelier, fille d'un échevin du Havre et veuve de l'officier de marine Chambellan Graton. De ce mariage naissent trois fils et une fille :
- François Alexis de Perier, né en 1724 et mort la même année[13].
- Étienne Louis de Perier[14], né le 30 juin 1725 au Havre et mort le 1er août 1756 au Cap-Haïtien. Il est lieutenant de vaisseau et chevalier de l'ordre royal et militaire de Saint-Louis.
- Antoine Louis de Perier de Montplaisir[13],[15],[16], né en 1728 à La Nouvelle-Orléans. Lieutenant de vaisseau, il meurt le 21 novembre 1759 dans le naufrage du Juste, au large de Nantes[17], lors de la bataille des Cardinaux[18]. Il laisse derrière lui une jeune veuve de 15 ans[5], Elisabeth Marie de Perreau[19].
- Marie Catherine de Perier, née en 1730[13] et baptisée en 1731[20] à la cathédrale Saint-Louis de la Nouvelle-Orléans[21]. En 1755, elle épouse Henry-Jean-François du Plessis, lieutenant de vaisseau, écuyer et chevalier de Tréoudal[22]. De ce mariage, deux filles[13].

### Carrière

#### Premiers combats (1695-1707)
Étienne de Perier entre au service en 1695, et assiste à son premier combat à l'âge de huit ans. Il s'engage dans le Marine royale en tant que volontaire en 1702, à l'âge de 15 ans.
Il navigue sur des navires escortant des convois dans la Manche et en mer du Nord jusqu'au 8 août 1704, lorsqu'il intègre une compagnie de gardes-marine. Il embarque sur le Prince-Eugène et le Protée dans l'escadre de Saint-Pol de Hécourt, participe à plusieurs combats et reçoit une blessure à la hanche gauche au cours d'un engagement qui amène la prise de deux vaisseaux anglais, le Farmouth et le Foix. Il sert ensuite sous Forbin et Duguay-Trouin, aux côtés de François-Cornil Bart.
En 1706 sur le Protée, dans l'escadre de Forbin, il assiste à la prise des vaisseaux le Ville de Hambourg, le Pélerin, le Grafton et le Hampton-Court.
En 1707, il s'élance à l'abordage du Ruby et reçoit une balle dans le bras droit.
En 1708, il embarque à nouveau dans l'escadre commandée par Forbin pour porter un corps de troupes en Écosse.
Fait prisonnier de guerre en 1711, il est libéré sous réserve de ne plus servir à la mer. Il sert à terre, dans les canonniers de marine à Valenciennes.

#### Siège du Quesnoy (1712)
En juin 1712, au cours de la guerre de Succession d'Espagne, il prend part à la défense de la ville lors du siège du Quesnoy, en tant que canonnier de marine.
Durant le bombardement, il reçoit sur lui une brique de parapet. Perier est fait prisonnier de guerre à l'issue de la prise de la forteresse.

#### Affrontements sur terre et mer (1714-1720)
En 1714 et 1715, sur la Flore puis la Subtile, il participe à la prise d'une frégate anglaise de 18 canons chargée de 150 esclaves africains, lors d'une campagne au Sénégal contre les pirates. Capitaine en second sur Le Duc d'Orléans, il lutte à nouveau contre la piraterie au large du Sénégal et s'empare de plusieurs de leurs vaisseaux.
En 1720, il passe au service de la Compagnie des Indes.

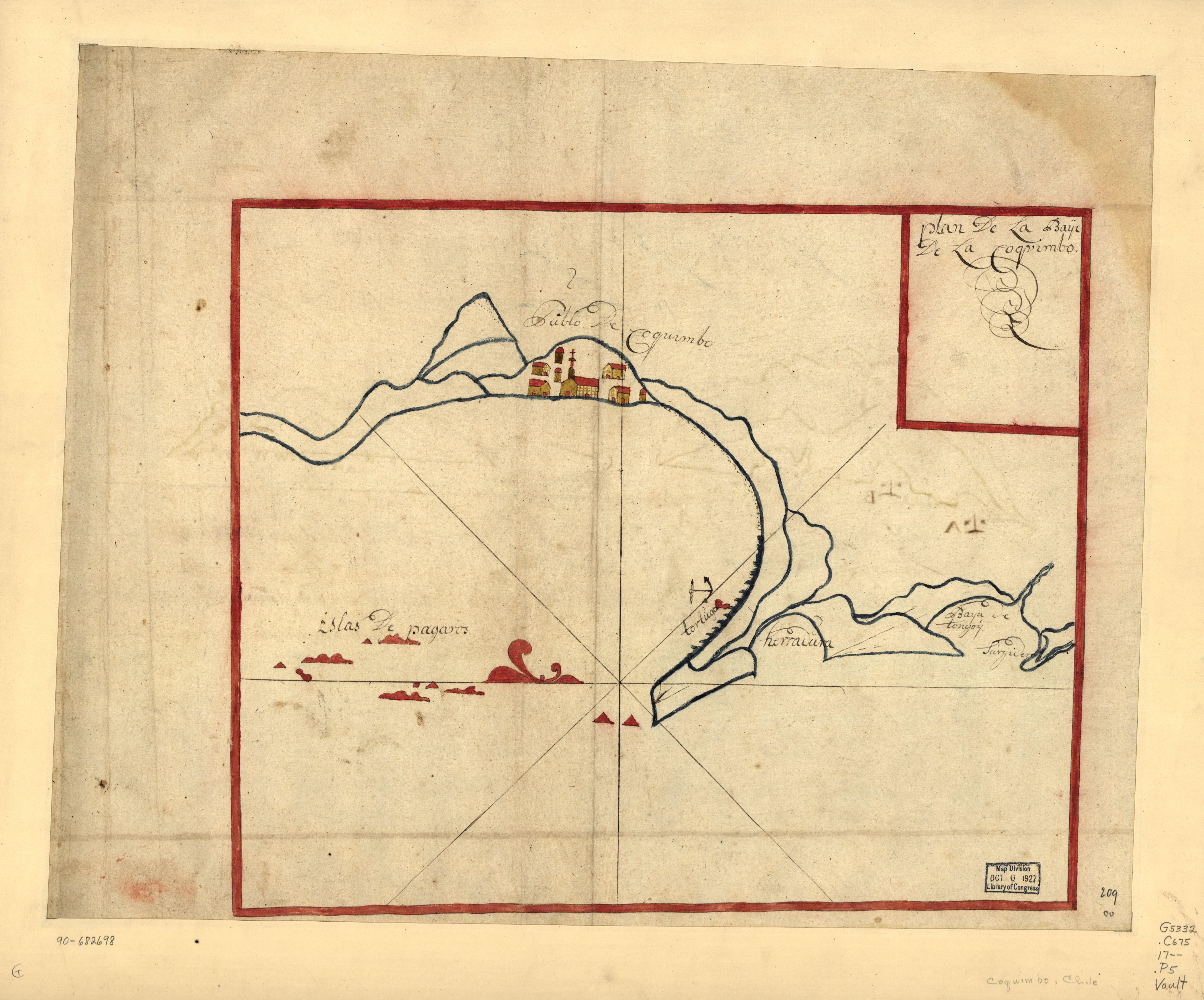
Plan de la baie de Coquimbo, au Chili, XVIIIe siècle.

Capitaine en second sur l'Achille, il fait campagne pendant trois ans sur les côtes du Pérou et du Chili. Parvenus sur les côtes du Chili, les vaisseaux de la Compagnie subissent une disette de vivres et d'eau. Perier est détaché avec 50 hommes à terre, à Coquimbo, avec pour mission de trouver eau, vivres et bois. Avec ces faibles moyens, il lutte avec succès contre les 800 soldats Espagnols du comte de Pertillo. Il y soutient « plusieurs actions vigoureuses » qui lui permettent d'assurer « le salut des vaisseaux » marchands de la Compagnie.

#### Expéditions d'Arguin et de Portendic (1721 et 1724)
En 1721, il participe à la prise d'Arguin.
En 1724, à bord du Neptune de 10 canons, il participe aux prises d'Arguin et de Portendic.

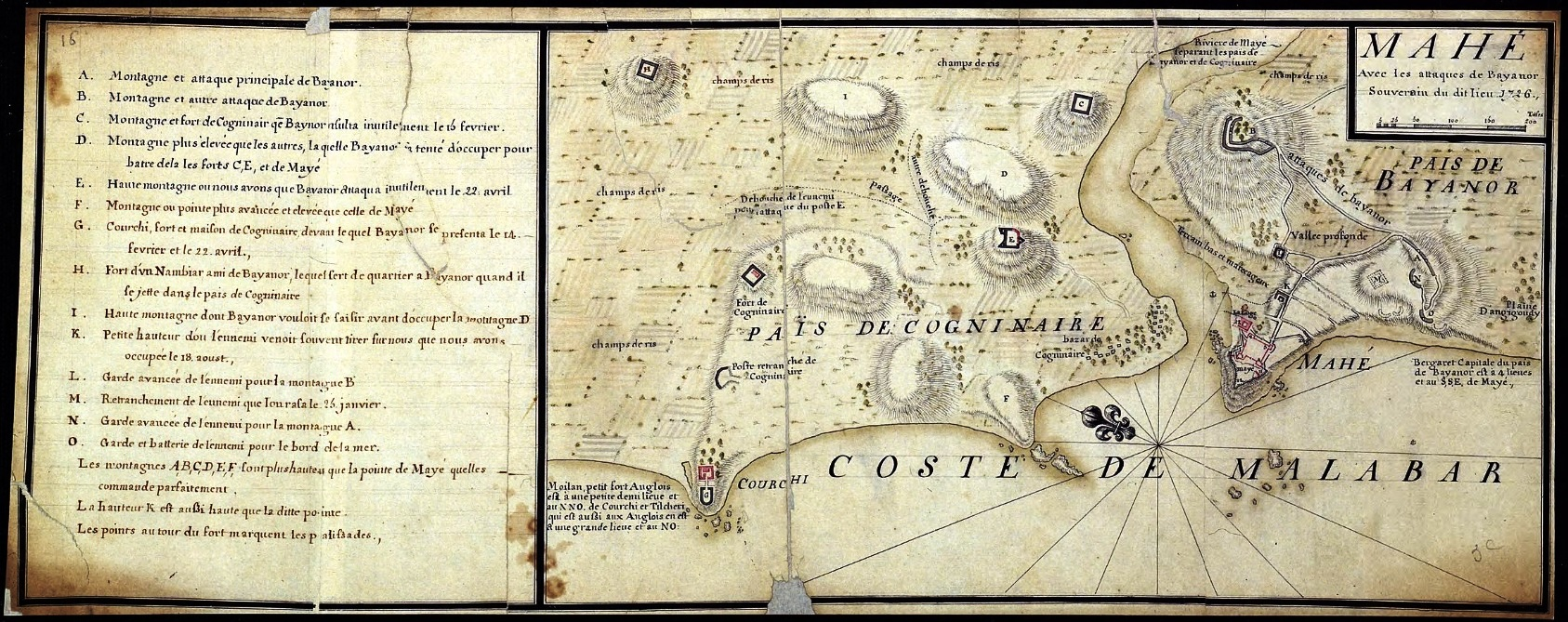
Mahé en 1726.

De 1724 à 1725 et sur le même Neptune, Perier est envoyé six mois en Inde pour garder le comptoir de Mahé, assiégé par le prince de Malabar à la tête de 11 000 hommes. Il arrive à bord de son vaisseau à Mahé le 26 novembre 1724. Après avoir été instruit de la situation, il est chargé d'escorter tous les mandchous du pays pour apporter du riz. Il se rend à Mangalore avant de revenir à Mahé. Perier est chargé d'écrire au chef des Anglais, afin de lui demander d'une part d'attendre la décision des rois de France et d'Angleterre, et d'autre part de ne commettre aucun acte d'hostilité. Le 20 avril, il délibère avec des officiers de faire embarquer canons, munitions de guerre et la troupe excepté 20 soldats, un sergent et un officier. Perier quitte Mahé à bord du Neptune avant le 30 avril.

#### Gouverneur de la Louisiane (1726-1733)

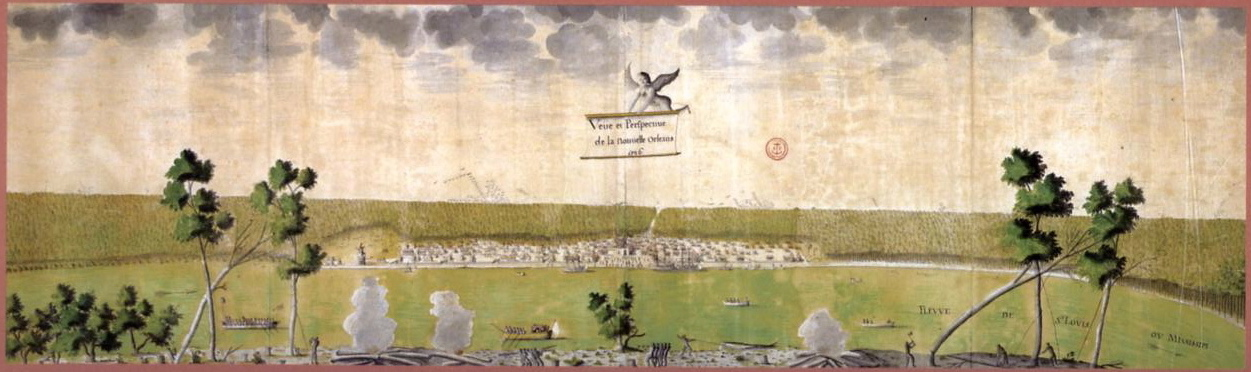
Vue et Perspective de La Nouvelle-Orléans, par Jean-Pierre Lassus (1726).

Pierre Dugué de Boisbriant est gouverneur de la Louisiane française de 1724 à 1726 : la famine et les inondations accélèrent la fin de son mandat, au profit de Perier.
Louis XV nomme Perier gouverneur de la Louisiane française le 9 août 1726,,,. La Compagnie, afin de s'assurer de ses loyaux services, décrète le 24 août qu'il bénéficierait , en plus de ses appointements, d'une concession de dix arpents sur la rive du Mississippi. Perier plante cette concession, qui devient la plantation de Monplaisir, située à Macdonoghville. 

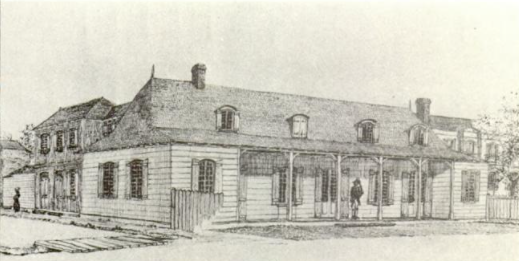
Reconstitution de la demeure du gouverneur Étienne de Perier, au 613 Royal Street.

Il a pour mission de développer la profitabilité de la colonie, faire respecter la discipline et la subordination, et empêcher les Anglais de pénétrer en territoire français. Perier l'Aîné arrive sur place et prend ses nouvelles fonctions le 15 mars 1727,,. Le nouveau gouverneur est chargé des questions militaires et des relations indiennes. Son commissaire, Jacques de La Chaise, gère pour sa part la justice, la police, la finance et le commerce. Perier accuse rapidement ce dernier - ainsi que d'autres subordonnés - d'intriguer contre lui. Dans les faits, Perier n'hésite pas à intervenir dans ces derniers domaines, comme le montrent ses principales réalisations ci-dessous.
Le gouverneur est domicilié au 613 Royal Sreet,, dans une demeure élevée en 1726,. Perier acquiert également la terre de Monplaisir, située à Macdonoghville. Il la revend en 1737 au chevalier Jean-Charles de Pradel qui y érige en 1750 une maison du même nom.
Entre-temps, en octobre 1726, il est anobli avec son père Étienne de Perier, et son frère Antoine Alexis de Perier de Salvert,. En avril 1727, Perier est fait chevalier de l'ordre royal et militaire de Saint-Louis. La croix lui est expédiée en Louisiane, où le curé de la Nouvelle-Orléans fait état de sa ferveur religieuse afin qu'elle lui soit remise dès octobre. Perier est promu capitaine de frégate le 18 avril 1729.

##### Principales réalisations
Durant son mandat, Perier a particulièrement contribué à l'amélioration de la colonie :
- À son arrivée, Perier entreprend de grands travaux. Il fait approfondir le chenal principal du Mississippi pour faire passer de plus gros navires[40], puis aménager le port de La Nouvelle-Orléans[41] et construire la toute première digue protectrice[42] le long du Mississippi[43]. Il fait également ouvrir, avec le chevalier de Pradel, un cabaret[44], un parc, un conservatoire[40]et, avec l'aide du scientifique et ingénieur français Pierre Baron[45], un observatoire[46],[47]. Il fait aussi creuser un canal allant du bayou Saint-Jean au lac Pontchartrain, afin d'ouvrir une communication directe entre la mer et les lacs. Les événements ultérieurs y mettant un terme, le projet sera poursuivi par le gouverneur espagnol Carondelet en 1794 qui lui donnera son nom[48]. Au début de l'année 1727, La Nouvelle-Orléans est un véritable bourbier où les hautes herbes empêchent de circuler dans les rues: soumise en permanence à des inondations, elle n'est pas protégée par une levée. En effet les eaux du Mississippi et du lac Pontchartrain se rencontrent à une terre haute qui s'est formée entre le bayou Saint-Jean et La Nouvelle-Orléans, appelée par la suite la « Terre-Haute des Lépreux ». Afin d'assécher la ville, un canal avait été creusé dans la rue Bourbon, et chaque terrain est cerné d'un fossé. Or La Nouvelle-Orléans est décrétée siège principal de la Louisiane et il est inenvisageable de la laisser en cet état[29]. Perier fait donc construire une levée, achevée en novembre 1727[29].»

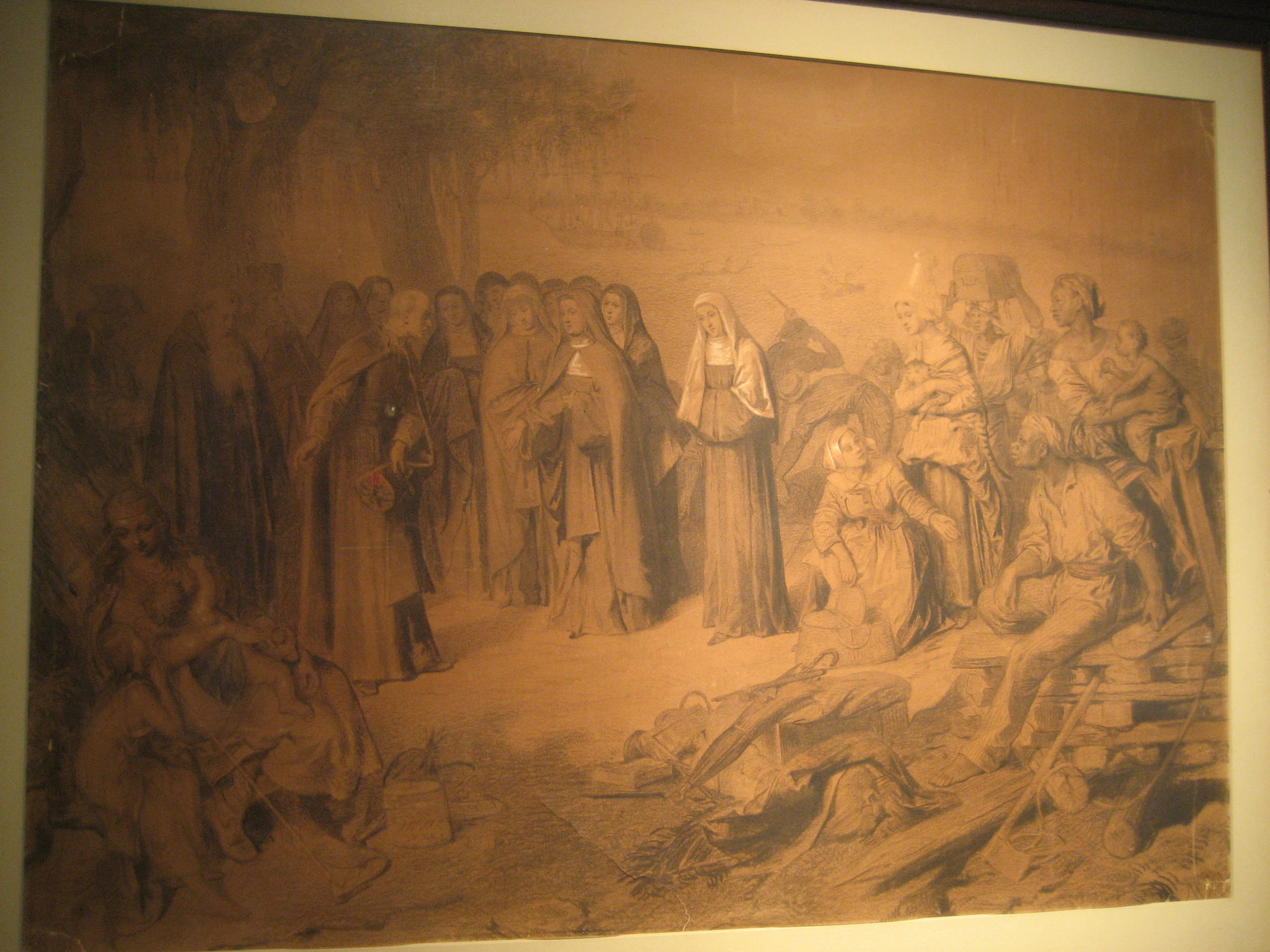
The Arrival of the Ursulines in America on August 7, 1727. Artiste inconnu du XIXe siècle.

- Perier s'attache aussi à développer la foi dans la colonie. Sa tâche est compliquée par une importante querelle entre les Jésuites et les Capucins sur la juridiction religieuse[39]. Son mandat est marqué par l'arrivée des premières religieuses Ursulines à La Nouvelle-Orléans, le 7 août 1727. Perier contribue à leur installation et les appuie dans leurs démarches[49]. Ces dernières prennent soin des malades de l'hôpital et établissent une école pour filles[35]. Son épouse, Catherine de Perier, pose la première première de leur couvent[50],[51]. À Noël 1727, la cathédrale Saint-Louis de La Nouvelle-Orléans est inaugurée. Perier, qui vient y prier régulièrement, y dispose d'un banc personnel[39].

- Les plus belles réalisations du gouverneur Perier ont lieu dans la fonction publique et dans les œuvres caritatives, qu'il encourage[52]. En effet, il n'hésite à prendre lui-même en charge les orphelins, avec les maigres ressources dont il dispose[35],[51].

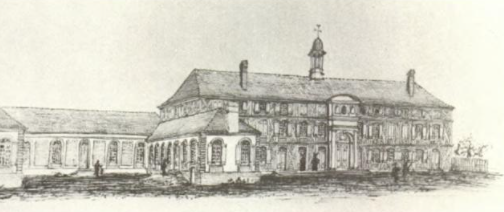
Reconstitution du premier couvent des Ursulines de La Nouvelle-Orléans, dont Catherine de Perier pose la première pierre.

- Reconstitution du premier couvent des Ursulines de La Nouvelle-Orléans, dont Catherine de Perier pose la première pierre.Perier désire également instaurer la paix. Il freine la progression des Anglais sur le territoire, protège les Espagnols des Amérindiens, et établit la paix entre les tribus autochtones[29]. Perier constatant une certaine jalousie entre les Chactas orientaux et les Chactas occidentaux, il désigne pour les unir un « Empereur des Coanitas », entièrement dévoué à la France[51]. Pour favoriser la stabilité, la colonie est protégée par 800 soldats dont Perier visite tous les avant-postes[35].
- En 1727, il favorise la venue des femmes dans la colonie. Il pense que ces dernières peuvent apporter de la stabilité dans la colonie. Il écrit à la compagnie : «Si vous trouvez une opportunité d'envoyer des filles ici, ne manquez pas de le faire», en soulignant que «beaucoup d'ouvriers» souhaiteraient se marier et fonder une famille[53]. Effectivement, peu après l'arrivée des Ursulines en août 1727, un navire monté par de pauvres filles mais mariables et de bon caractère est envoyé à la colonie. Chaque fille s'est vue remettre une cassette contenant des vêtements. Ces filles, appelées les filles de la cassette, étaient placées sous l'autorité des sœurs jusqu'à leur mariage, qui arrivait très vite car il se trouvait dans la colonie de nombreux hommes désireux de se marier[39].
- Le gouverneur favorise également le commerce. Il fait établir des postes commerciaux sur la frontière Nord de la Louisiane pour faciliter l'exploitation des fourrures[54]. Il pose les bases d'un commerce avec les îles, développe l'élevage et l'agriculture[41],[55]. Les récoltes de tabac[56]et de riz, ainsi que la culture de l'indigo, sont abondantes. Le figuier de Provence et l'oranger d'Hispaniola se naturalisent en Louisiane. Perier autorise la chasse et la pêche, ordonne l'aménagement de chemins à l'extérieur de la ville[55]. La colonie est florissante par rapport au passé. Le gouverneur essaie en vain de développer l'industrie des agrumes : ses actions restent pour la plupart limitées par un manque chronique de fonds[35]. En 1727, se trouvant à la Mobile, il demande à des Espagnols qu'il y rencontre s'il serait possible à la Louisiane de se procurer du bétail parmi les grands troupeaux de la Floride[57]. Certes Perier cherche à développer le commerce, mais pas avec tous. Constatant une sympathie entre les esclaves Africains et les tribus Amérindiennes, et voyant que les échanges d'esclaves causent des conflits entre les tribus, il met un terme à ces relations avec les Indiens[58].

- La justice de Perier est sévère[51]. Marie-Madeleine Hachard en parle en ces termes : «Il a établi une police bien réglée, il déclare la guerre au vice, il expulse ceux qui mènent une vie scandaleuse, on inflige des châtiments corporels aux filles qui mènent une mauvaise vie, les procès sont terminés en trois ou quatre jours, on pend, on brise sur la roue pour le moindre vol, le Conseil est suprême[51] ». Les femmes célibataires sont contraintes de déclarer leur grossesse, sous peine de mort[29]. Les terres prenant de la valeur grâce aux œuvres de Perier, la cupidité croît dans la colonie, et génère des procès. Perier oblige dorénavant les propriétaires terriens à produire leurs titres et à déclarer la surface possédée, sous peine d'éviction et d'une amende de 1000 livres[29]. De plus, toute terre située sur les deux rives du fleuve, au-dessous de Manchac, doit être réduite à vingt arpents de face, à moins qu'il ne soit prouvé qu'un plus grand nombre d'arpents est en état de culture[55],[29]. La profondeur de chaque concession doit être limitée de vingt à cent arpents selon les localités. La compagnie lève un impôt d'un sou par arpent et de cinq livres sur chaque esclave. Pour recevoir les condamnés, il fait construire une prison[59], la toute première structure en brique de La Nouvelle-Orléans[60],[61].

- Perier œuvre également dans les finances. Pour faire face à la pénurie de petites pièces, il donne à la monnaie de cuivre en circulation, par une ordonnance du 26 janvier 1732, une valeur de six deniers[62].

- En 1730, Perier œuvre pour un rapprochement entre les Amérindiens de Louisiane et les colons français. Dans ce but, il envoie un jeune officier dans chaque nation pour en apprendre la langue[63] et il demande que les Amérindiennes soient quotidiennement instruites par les Français[51]. Il tient toutefois à tenir les différents peuples à l'écart, pour ne courir aucun risque[63]. En effet, il déclare à la compagnie : « Ces esclaves indiens étant mélangés avec nos noirs peuvent les inciter à déserter avec eux, car ils entretiennent avec eux des relations qui pourraient être désastreuses pour la colonie quand il y aura plus de noirs »[64]. De plus, il établit un système de récompense afin d'encourager les conflits entre les races amérindienne et africaine, et d'empêcher leur coopération et la fuite des esclaves. Les Indiens reçoivent des cadeaux pour le retour des esclaves échappés. Les récompenses françaises comprennent plus de 160 livres de biens, dont des mousquets, des chemises, de la nourriture, des miroirs, des couteaux et des pierres à feu. Il interdit également aux Français vivant parmi les Indiens d'avoir des esclaves noirs. Le fait que la police soit chargée de créer des différends entre les deux races prouve la crainte d'une alliance africano-indienne[64]. Par ailleurs, le gouverneur de Perier ne traite pas avec les Amérindiens d'égal-à-égal. Il ne les fait pas entrer dans ses quartiers comme le faisait son prédécesseur, Boisbriant[52]. Il refuse aussi de reconnaître la propriété amérindienne sur les terres tribales, ce qui est pourtant une pierre d'angle de la politique de son successeur, Bienville[52].

##### En guerre avec les Natchez (1729-1731)

###### Causes de la révolte des Natchez
En 1729, il demande un renfort de 300 hommes de troupes régulières. Toutefois, il semble que certains aient cherché à l'en empêcher, puisque la Compagnie lui répond qu'il ne demande des troupes que pour augmenter le nombre de ceux qui doivent lui obéir, et pour faire une guerre de parade. Perier lui réplique en se plaignant de ses ennemis à l'origine de ce refus, et surtout du fait que la Compagnie a supprimé les présents qu'il faisait aux sauvages pour maintenir la paix : «Nous sommes sûrs de bien vivre avec eux tant que nous leur donnerons ce qu'ils demanderont ; et dès qu'ils s'aperçoivent qu'ils nous sont nécessaires, leurs besoins se multiplient, à un tel excès que nous devenons, nous et les Anglais, dupes de ces Sauvages». Dans une autre lettre, il dit à la Compagnie que lorsqu'il est accablé de leurs importunités, il faut leur dire que les secours qu'ils peuvent donner sont très peu importants : «Alors, ils vous suivront jusqu'au dernier homme. Mais les présents sont toujours nécessaires, soit pour les engager à embrasser votre parti, soit pour les tenir en paix».
Malgré tous les efforts de Perier pour assurer la paix et la prospérité, la guerre éclate. D'Etcheparre, nommé commandant de Fort Rosalie par Perier, exige des Natchez un legs de leurs terres cultivables et de leur village de White Apple. D'Etcheparre se comporte en tyran orgueilleux et maltraite les Natchez. Les Amérindiens sympathisent avec les esclaves amenés dans les plantations par Perier. À la suite d'une montée des violences, le gouverneur de Perier doit rapidement engager la guerre contre les Natchez. Cet épisode est raconté par Perier dans ses rapports.

###### Massacre de Fort Rosalie (1729)

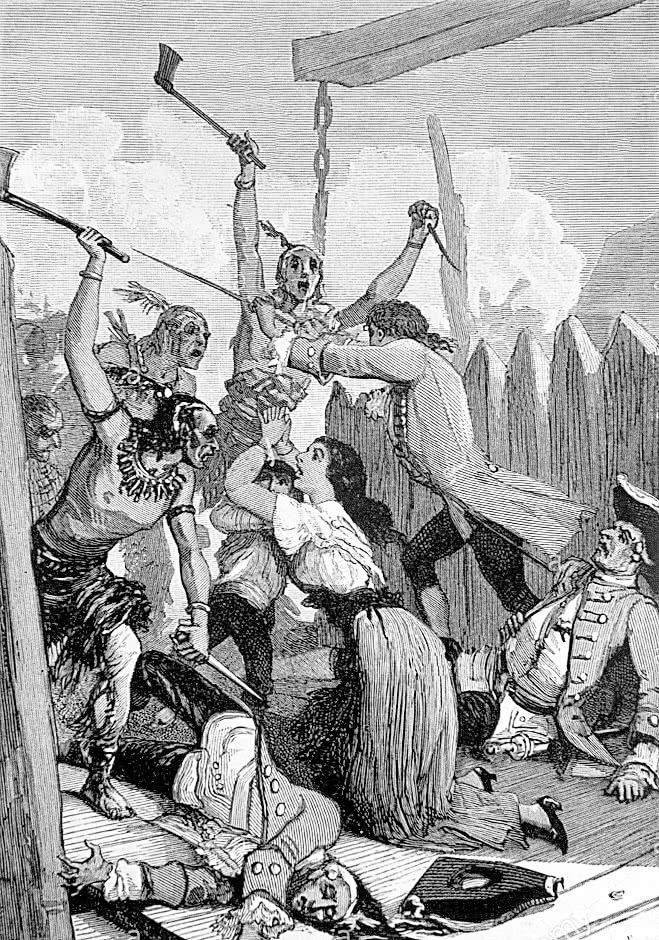
Les Natchez massacrant les colons français de fort Rosalie, le 26 novembre 1729.

Le 28 novembre 1729, les Natchez pénètrent fort Rosalie et massacrent 236 colons français. Femmes et enfants sont atrocement mutilés, les hommes sont scalpés ou capturés. 

###### Révolte d'esclaves matée (1729)
Profitant des désordres causés par la révolte des Natchez, des esclaves de La Nouvelle-Orléans se rebellent. Les Africains se joignent aux Natchez.
Afin d'empêcher toute nouvelle entente entre eux, Perier fait torturer et décapiter les suspects, exigeant que leurs têtes soient exposées au bout d’une pique. Il s'empare des trois chefs noirs de la révolte et les livre aux Chactas qui les brûlent vifs. Pensant cette rébellion soutenue par les Chicachas, Perier arme une milice d'esclaves noirs, et pour les faire témoigner de leur fidélité aux Français, leur ordonne le massacre d'un village voisin de Chicachas, alliés aux Natchez. Il leur promet en retour leur mise en liberté.
Le 10 avril 1730 à La Nouvelle-Orléans, les Tunicas offrent à Perier une femme Natchez qu'ils ont capturée. Mais Perier n'en a que faire : cette dernière est déshabillée, attachée à un cadre et torturée rituellement par les Tunicas avec du feu.

###### Expéditions punitives (1730-1731)

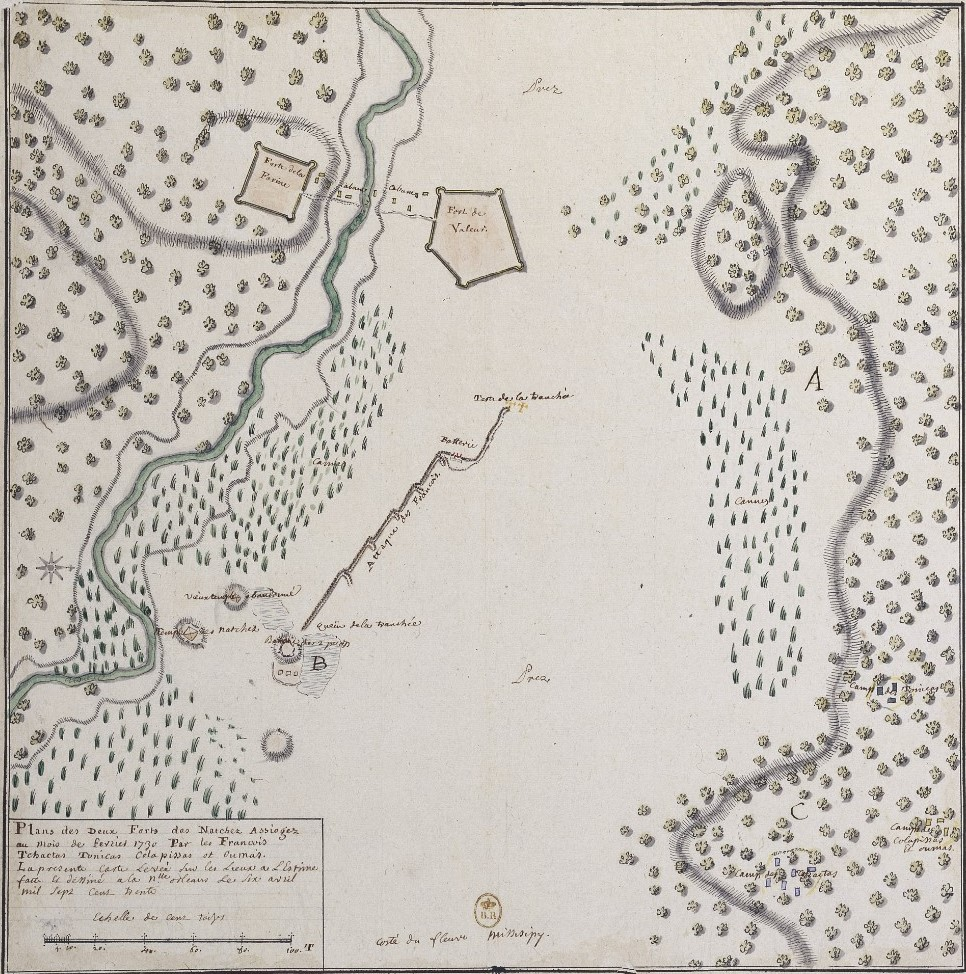
Plan du siège des forts de la Valeur et de la Farine en février 1730.

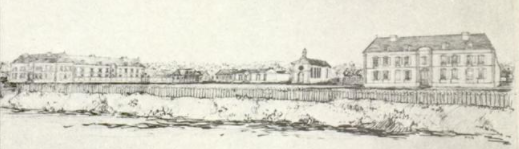
Reconstitution de la place d'armes de La Nouvelle-Orléans, vers 1730.

En décembre 1729, à la suite de cette tragédie, la panique gagne La Nouvelle-Orléans. Perier ordonne aux habitants de se rassembler sur la place d'armes, ce qu'ils font au son des tambours. Là, Perier organise son armée. Des soldats et des bateaux sont choisis pour porter secours aux colons. Pour protéger ses concitoyens, Perier fait creuser de grandes douves et construire des remparts autour de la ville. On l'accuse alors de provoquer d'immenses dépenses, mais les coûts sont en réalité très réduits. Il avertit les postes le long du Mississippi de la rébellion indienne, et distribue des armes et des munitions aux colons des plantations et des villes. Il monte des milices d'hommes, chargées d'attaquer les tribus rebelles. Enfin, Perier envoie des officiers pour rétablir des alliances avec des nations indiennes vivant au bord du Mississpi.
En attendant l'arrivée des renforts venus de France sous les ordres de Perier de Salvert, Perier organise janvier 1730 une première expédition punitive. Il monte une armée avec les Canadiens, et mobilise des esclaves ainsi que des Chactas,, qu'il met sous les ordres du sieur Lesueur. Le 8 février, les Chactas sont rejoints par 200 hommes de La Nouvelle-Orléans, dont 50 Noirs. Les forts de la Valeur et de la Farine, tenus par les Natchez, sont assiégés en février par 500 Chactas alliés. Cent guerriers Natchez sont tués à cette occasion. Après un bombardement prolongé, les Natchez acceptent de rendre aux Français leurs otages. La plupart des femmes et enfants français, ainsi que cent esclaves, sont récupérés. Mais les Natchez ne sont pas totalement détruits : « La défaite des Natchez aurait pu être complète
si les nègres n'avaient pas empêché les Chactas d'emporter la poudre et si, par leur résistance, ils n'avaient pas donné aux Natchez le temps d'entrer dans les deux forts ». En quelques jours, les Natchez parviennent à se soustraire aux Français. Ils sont poursuivis par l'armée coloniale jusqu'au bassin de l'Ouachita. Pendant ce temps, les Chactas retournent à leur village avec environ 30 des Noirs libérés du fort. Toutefois les Chactas veulent s'indemniser de leurs services militaires à la colonie, et comprennent l'intérêt qu'ils peuvent tirer d'un échange d'esclaves avec les colons. Désireux de récupérer ces esclaves, Perier envoie le capitaine Joseph Cristophe de Lusser négocier avec les Chactas.
De novembre 1730 à janvier 1731, il commande l'expédition punitive contre les Natchez.

###### Natchez survivants et nouvelle révolte des esclaves
Mais la victoire est incomplète. En effet en 1731, on estime les survivants Natchez à 300 guerriers. En avril de cette même année, les Natchez attaquent quatre pirogues françaises acheminées vers l'Arkansas et tuent deux français. Perier l'Aîné envoie un émissaire aux Chicachas pour leur demander d'expulser les Natchez qu'ils hébergent. Sa demande est refusée.
En 1731, les Français démasquent un complot fomenté par les esclaves Bambaras, visant à massacrer les Blancs et à prendre le contrôle de la colonie. La répression est très sévère: huit hommes sont brisés sur la roue tandis qu'une femme est pendue,.

##### Tensions avec les Chicachas (1732)

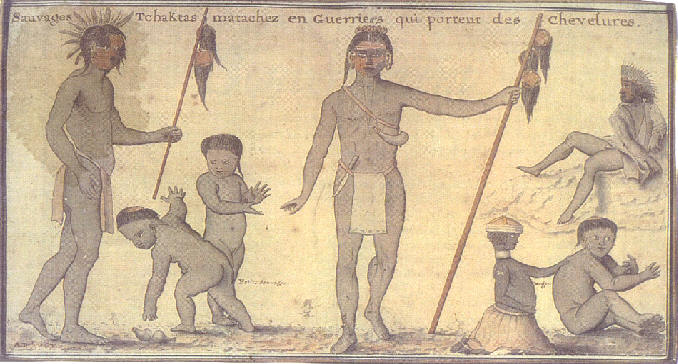
Chactas peints pour la guerre et tenant des scalps. Peinture réalisée par Alexandre de Batz, en 1730.

Certains Chactas sont défavorables à un nouvel engagement aux côtés des Français. Ils envoient trois émissaires aux Illinois pour les convaincre de se dresser contre la France aux côtés des Natchez et Chicachas. Mais les Illinois ne se laissent pas corrompre et livrent les trois émissaires à Perier. Perier l'Aîné fait brûler vifs ces messagers sur la place d'armes de La Nouvelle-Orléans.
En parallèle, les tribus Alabamas et Talapouches se dressent contre les Chactas - seuls alliés que les Français espéraient avoir.
En 1732, les derniers guerriers Natchez sont anéantis lors de la bataille de la colline Sang pour Sang à Cloutierville.
La même année, Perier prélève 155 fusiliers d'un contingent de cinq compagnies et 150 Gardes suisses du régiment de Hallweyl venu de France, qu'il envoie en Illinois, afin d'y contrôler les agissements de tribus amérindiennes.

##### Fin du mandat (1733)

Carte de la Louisiane, en 1730.

En 1731, à la suite du massacre des Français par les Natchez, les directeurs de la Compagnie du Mississippi, au même titre que ses actionnaires, concluent qu'ils ne peuvent pas supporter plus longtemps les dépenses nécessaires au maintien de la colonie louisianaise. Le 23 janvier, ils demandent à Louis XV de reprendre leur charte, ce qui mettrait fin aux contrôles coloniaux de la Louisiane française.
Face à une contrebande commerciale grandissante et à des conflits sans fin avec les Amérindiens, Perier se lasse d'une situation qui se détériore. Il démissionne de son poste de gouverneur le 2 mars 1733.
En 1733, Bienville entre en conflit avec son prédécesseur, le gouverneur de Perier, qui refuse de quitter le siège exécutif. Bienville envoie Jean Jacques de Macarty Mactigue pour ordonner à Perier de se retirer. Mais Macarty arrive au siège complètement soûl, et Perier refusant sa demande, une vive dispute s'ensuit. Macarty menace Perier  de violence physique s'il reste dans la maison. Informé de l'incident, Bienville, embarrassé, s'excuse, mais pas avant que Perier n'écrive en France pour se plaindre de l'affaire et accuser Macarty de n'être rien de plus qu'un ivrogne. L'affaire a toutefois fait peu de bruit en France.
Homme d'intégrité et de talent, mais de disposition très sévère et peu scrupuleux dans ses relations avec les Amérindiens, Perier a exercé ses fonctions de gouverneur avec zèle et un grand sens de l'équité qui ont donné aux Louisianais un peu plus de stabilité pendant une courte période.

#### De retour sur mer (1737-1744)
Rentré à Brest en 1737, Perier l'Aîné effectue une campagne à bord du Fleuron. Nommé capitaine de vaisseau le 1er avril 1738, il commande le Griffon et le Bourbon en mer Baltique, puis l'Astrée et en 1740 le Mars, vaisseau de 64 canons sur lequel il avait déjà navigué. Il fait campagne au Maroc.

#### La prise du Northumberland (1744)
Le 19 mai 1744, il capture le HMS Northumberland.

#### Nouvelles expéditions et promotions (1744-1755)
De retour à Brest, Perier reçoit une lettre de félicitations de la part de Louis XV, accompagnée de 12 000 livres de gratification.

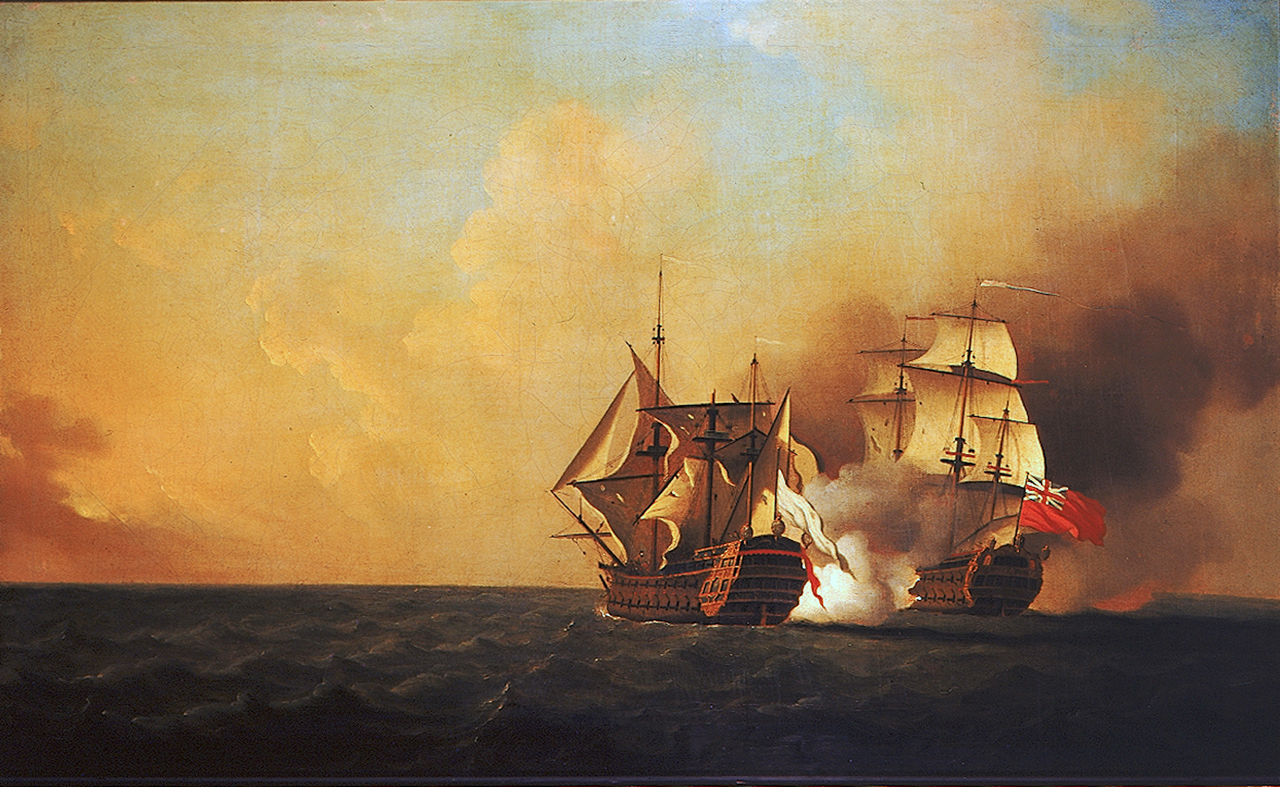
Bataille navale entre le HMS Nottingham et le Mars en 1746. Le Mars rentrait en France après l'échec de l'expédition du duc d'Anville en 1746, qui tentait de reprendre la forteresse de Louisbourg.

En 1744, il livre combat au Prince Frédéric, un vaisseau anglais de 70 canons et au Dragmont. Cependant, ayant ses deux mâts coupés et ne pouvant plus manœuvrer, il est contraint de rompre le combat et de laisser les deux bâtiments ennemis s'échapper. Commandant du Trident, Perier participe ensuite à l'expédition d'Acadie dans l'escadre du duc d'Anville en 1746.
Promu chef d'escadre le 17 mai 1751, il obtient le commandement du Dragon et d'une escadre d'évolution.
Le 17 septembre 1755, il est fait commandeur de l'ordre royal et militaire de Saint-Louis.

#### Officier supérieur pendant la guerre de Sept Ans (1756)
En 1756 éclate la guerre de Sept Ans. Le ministre Machault envoie deux divisions navales en mer des Antilles : l'une d'elles, commandée par Perier, met les voiles vers Saint-Domingue le 23 février 1756,. Forte de quatre vaisseaux et deux frégates, elle compte notamment le navire l'Émeraude commandé par le lieutenant de vaisseau Étienne Louis de Perier,, fils aîné d'Étienne de Perier. Se trouve également sur l'Émeraude l'enseigne Kerguelen que son commandant, Perier fils, doit évaluer et noter.
L'Émeraude de 24 canons rencontre une frégate anglaise de 36 à 40 canons. Étienne Louis de Perier donne l'ordre de chasse et fait fuir l'anglais. Peu de temps après éclate à bord une épidémie qui emporte Étienne Louis, le 1er août 1756, âgé de seulement 36 ans.
La campagne connaît cependant un véritable succès. Perier l'Aîné terrifie le commandant de l'escadre britannique et s'empare de 12 de ses navires,. La division de Perier revient des Antilles à la fin du mois d'août 1756 avec 35 bâtiments de guerre et débarque à la Corogne, en Espagne.

#### Fin de carrière (1757-1765)
Le 17 avril 1757, Perier l'Aîné est nommé lieutenant-général des armées navales,.

Le 23 août 1765, il reçoit l'une des deux grand-croix de l'ordre royal et militaire de Saint-Louis, vacante depuis la mort du vice-amiral du Bois de la Mothe. Pour soutenir sa promotion dans l'ordre de Saint-Louis, Choiseul avait écrit au roi : 
« Le sieur Perier [...] est depuis 61 ans dans la Marine et il avait déjà navigué avant d'entrer au service de Sa Majesté (ce qui fait en tout 70 ans de mer, de 1695 à 1765). Depuis qu'il y est, il a fait 31 campagnes, a eu 10 commandements, 10 combats, 4 abordages, plusieurs blessures et a fait plusieurs prises. Il s'est aussi trouvé à plusieurs sièges par terre et dans l'un desquels il a été blessé et fait prisonnier (sous Louis XIV). C'est le plus ancien officier que le Roi ait dans sa Marine et un de ceux qui s'y est le plus distingué. Cette décoration honorera sa vieillesse, ses services et lui fera finir plus paisiblement sa carrière »,.

### Décès (1766)
Étienne de Perier s'éteint le 1er avril 1766, à l'âge de 80 ans, en raison d'une « espèce d'hydropisie » chez sa fille, au château de Tréoudal,,.
Il avait déjà perdu deux de ses fils au service, l'un, Étienne Louis pendant la guerre de Sept-Ans en 1756, et l’autre, Antoine Louis à la bataille des Cardinaux en 1759, ainsi que son gendre, le lieutenant de vaisseau du Plessis de Tréoudal.
Perier servait depuis 70 ans, cumulait 31 campagnes, avait commandé 10 navires, pris part à 10 combats dont 4 abordages, et reçu plusieurs blessures.

### Distinctions
- Chevalier de l'ordre royal et militaire de Saint-Louis (avril 1727)[5].
- Commandeur de l'ordre royal et militaire de Saint-Louis (17 septembre 1755)[89].
- Grand-croix de l'ordre royal et militaire de Saint-Louis (23 août 1765)[100].

## Postérité
Dans la ville de la Nouvelle-Orléans, en Louisiane : une rue appelée Perrier street, et dans la même rue, un hôtel Maison Perrier sont inaugurés en 1890 et 1892, en référence au gouverneur Étienne de Perier,,.
Étienne de Perier est l'un des personnages principaux du roman historique de Michel Peyramaure, Louisiana. Paris, Presses de la Cité, 1996  (ISBN 9782258171305)

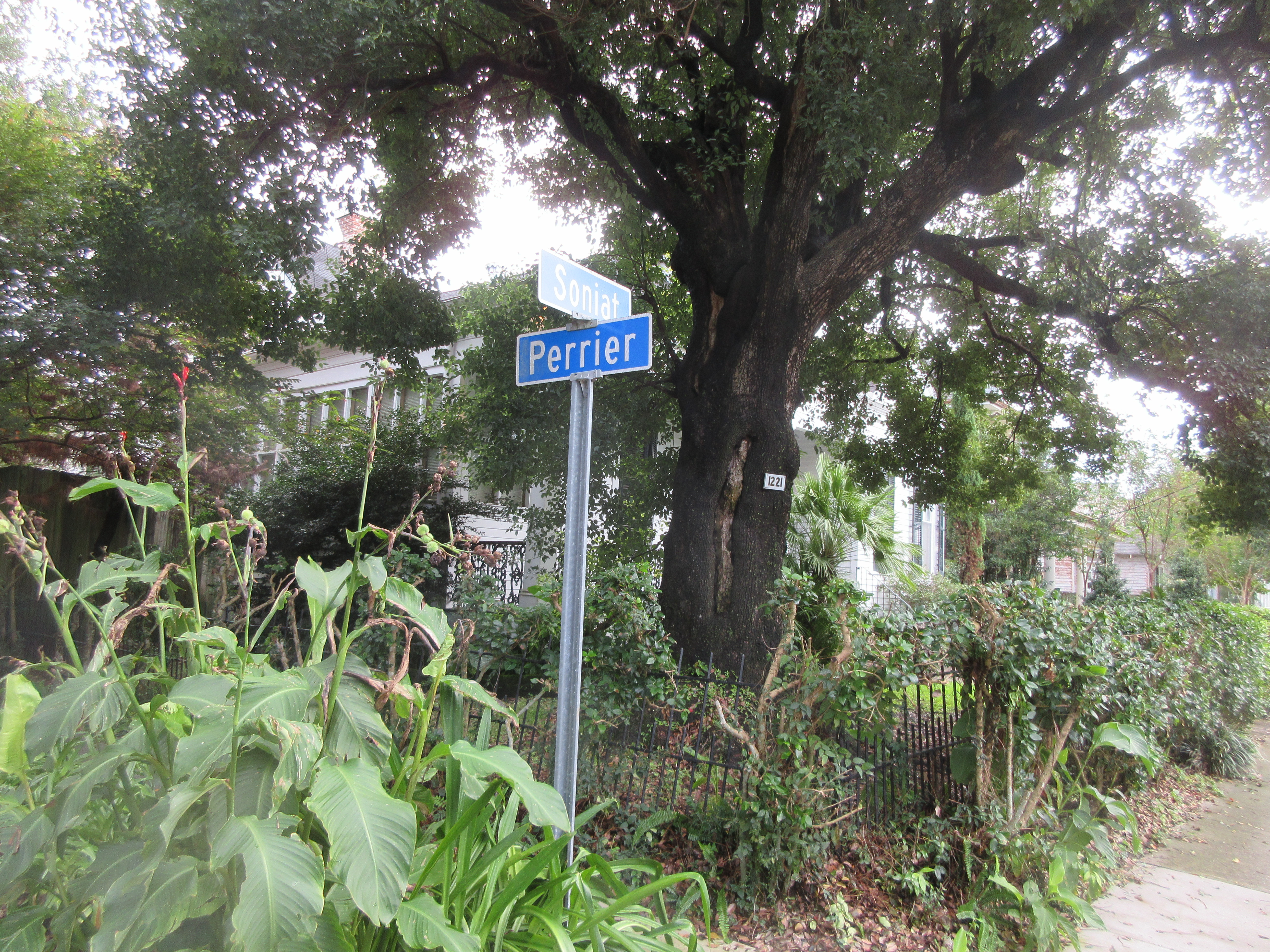
La Perrier Street, à la Nouvelle-Orléans.
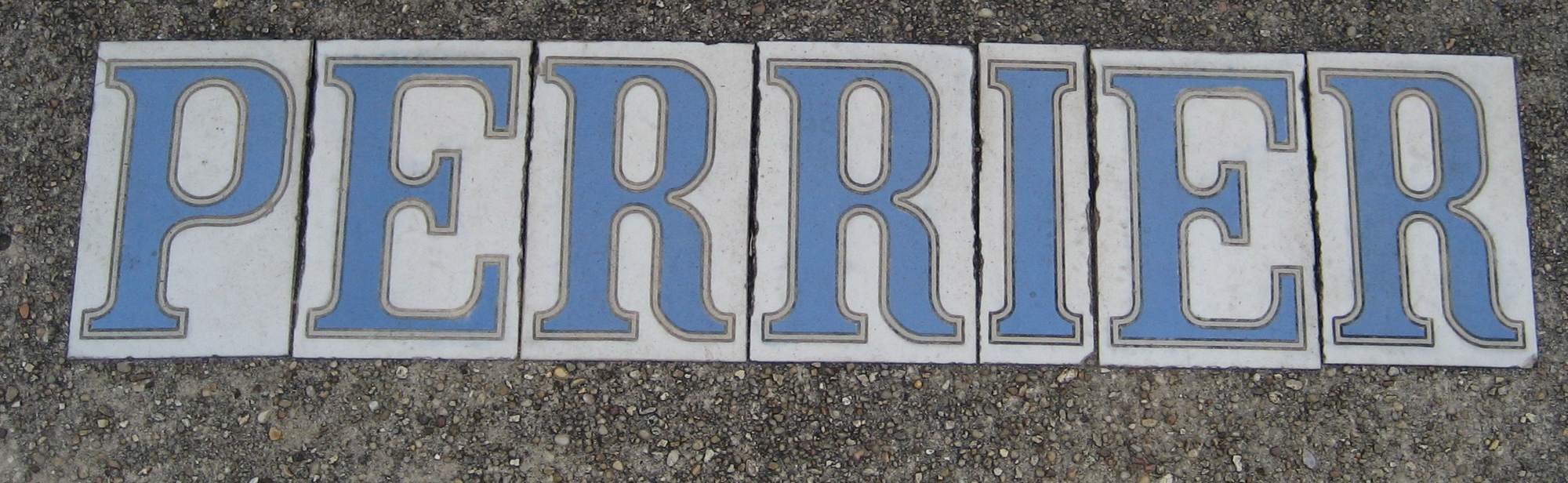
Plaque de la Perrier Street, à la Nouvelle-Orléans.
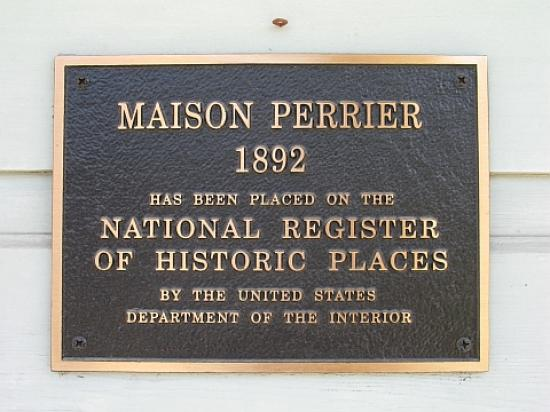
Plaque de l'hôtel Maison Perrier, à Nouvelle-Orléans.